# 李天鹏
李天鹏（1909年—1964年），陕西省吴起县五谷城乡凤凰寺村人。中华人民共和国政治人物。

## 生平
幼时丧父，家境贫寒。1934年春，保安县红军游击队队长刘约三发展其为秘密联络员，先后接待过高岗、马仰西等人，同年由贺满朝介绍加入中国共产党。1935年2月，庆阳游击队队长强家珍带领12名游击队员在宁塞川一带活动，他从中协助而暴露身份。5月，定边县革命委员会在凤凰寺成立，他被选为粮食委员。10月19日，中央红军长征到达吴起镇，李天鹏协助王玉海为中央红军积极筹集粮食。党中央在吴起镇期间，派出贾拓夫、王首道、李维汉、刘向山等人组成的先遣队赴陕甘边苏维埃政府所在地下寺湾寻找陕北红军和刘志丹，李天鹏奉命带领20名游击队员护送电台。12月，在三边事变中，地方反动武装两次派人杀害李天鹏未遂。1936年8月，李天鹏任新赤安县苏维埃政府主席。1937年4月30日赤安事件爆发后，庆环分区责令李天鹏接受审查。审查结束后李天鹏在庆环分区驻党校两个月，回来后任凤凰区抗日民主政府区长。之后任命为定边县县委书记，但因病未赴任而离职。1945年8月至1946年7月，经民主乡选任凤凰区一乡乡长。中华人民共和国成立后，任吴旗县人民法院陪审员，期间创办了凤凰寺小学，任名誉校长。1964年去世。